# 第一屆國民大會浙江省代表
第一屆國民大會代表，於1947年11月21日至23日，全國同時舉行第一屆國民大會代表選舉。應選3045席實選2961席，隨中華民國政府遷台者一直沒有進行改選，許多代表一直當到過世，未過世者則一直擔任至1991年底方才全底退職。

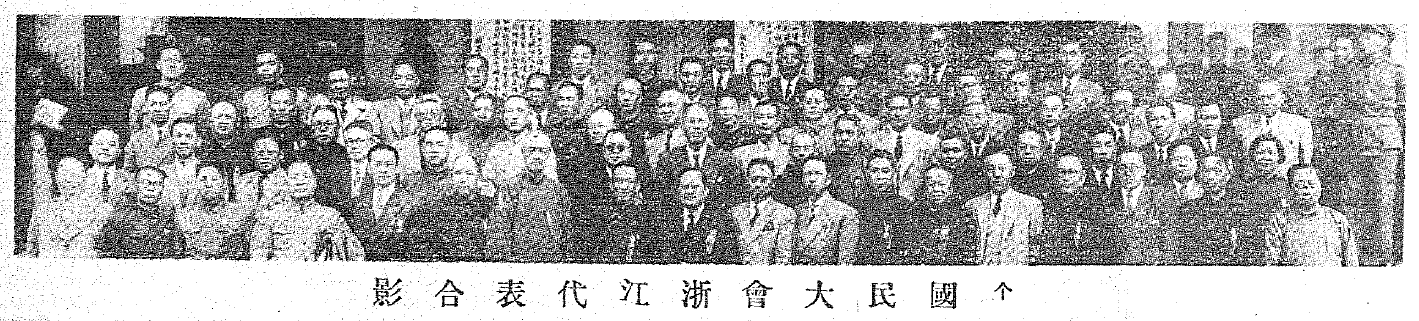
第一屆國民大會浙江省代表合影

### 浙江省
- 浙江省1市77縣，紹興縣應選國大代表2名，餘縣市均選1名，合計79名。國民黨籍65人，青年黨籍4人，民社黨籍5人，無黨籍5人
- 包括直接選舉當選名單及退讓當選、遞補當選
- 凡姓名有Δ記號者係因退讓而當選之代表[1]
- 退讓：浙江省選舉事務所民國37年3月13日接總所來電，函送國民黨同志退讓友黨當選國大代表名冊。該名冊已呈送國府備查，總所令省所轉飭各同志遵行，茲探誌本省各縣退讓友黨當選國代名冊如下：定海宋豪士讓王培源(民)，上虞貝再然讓朱念慈(民)，杭縣鄭明澂讓陸善謙(青)，紹興金林讓張安侯(青)，義烏朱榮桂讓季敬勳(青)，鄞縣王文翰讓陳荇蓀(青)，婦女曾淑儀讓沃耐珊(青)。[2]

#### 直屬省政府(1市3縣)
| 選區   | 名額 | 當選名單     | 候補名單       | 遞補人及遞補時間                               | 備註 |
| ------ | ---- | ------------ | -------------- | ---------------------------------------------- | ---- |
| 杭州市 | 1    | 朱承德       | 李楚狂         | 李楚狂                                         |      |
| 杭縣   | 1    | 鄭明澂(退讓) | 陸善謙         | 陸善謙(青年黨)Δ                                |      |
| 蕭山縣 | 1    | 金世恩       | 王保身、陳志良 | 王保身(民國41年6月10日) 陳志良(民國56年8月1日) |      |
| 海寧縣 | 1    | 徐潤泉       | 顧凌雲         | 顧凌雲(民國64年8月18日)                        |      |

#### 第一行政督察區(16縣)
| 選區   | 名額 | 當選名單       | 候補名單       | 遞補人及遞補時間               | 備註                 |
| ------ | ---- | -------------- | -------------- | ------------------------------ | -------------------- |
| 吳興縣 | 1    | 戴傳賢         |                |                                |                      |
| 長興縣 | 1    | 雷震           | 蔣魯堂         | 蔣魯堂(民國50年2月28日)        |                      |
| 於潛縣 | 1    | 烈             |                |                                |                      |
| 餘杭縣 | 1    | 王廷規         |                |                                | 張才俊(民社黨)       |
| 臨安縣 | 1    | 楊明           |                |                                |                      |
| 昌化縣 | 1    | 陳詒           |                |                                |                      |
| 安吉縣 | 1    | 王立德         |                |                                | 蘇壎(民社黨)         |
| 孝豐縣 | 1    | 賈知時         |                |                                |                      |
| 德清縣 | 1    | 許炳堃         |                |                                | 有言金翼天，來源不詳 |
| 武康縣 | 1    | 劉武           |                |                                |                      |
| 嘉興縣 | 1    | 褚鳳章         | 許靜芝         | 許靜芝(民國41年9月29日)        |                      |
| 嘉善縣 | 1    | 李熙謀         |                |                                |                      |
| 平湖縣 | 1    | 許敏中         |                |                                |                      |
| 海鹽縣 | 1    | 朱鳳蔚         | 陳紹英         | 陳紹英(民國42年8月1日)         |                      |
| 崇德縣 | 1    | 錢天任(民社黨) | 楊之春、錢王倜 | 錢王倜(民國50年12月20日)       |                      |
| 桐鄉縣 | 1    | 姚方仁         | 沈祖懋、朱季玉 | 沈祖懋 朱季玉(民國44年2月14日) |                      |

#### 第二行政督察區(12縣)
| 選區   | 名額 | 當選名單               | 候補名單       | 遞補人及遞補時間                                | 備註 |
| ------ | ---- | ---------------------- | -------------- | ----------------------------------------------- | ---- |
| 餘姚縣 | 1    | 倪永強                 | 謝顯曾、張元傑 | 謝顯曾(民國41年7月25日) 張元傑(民國52年11月6日) |      |
| 紹興縣 | 2    | 金林(退讓)、任芝英(女) | 胡慶榮、張安侯 | 張安侯(青年黨)Δ                                 |      |
| 諸暨縣 | 1    | 蔣鼎文                 |                |                                                 |      |
| 鄞縣   | 1    | 王文翰(退讓)           | 陳荇蓀         | 陳荇蓀(青年黨)Δ                                 |      |
| 定海縣 | 1    | 宋豪士(退讓)           | 王培源         | 王培源(民社黨)Δ                                 |      |
| 鎮海縣 | 1    | 俞佐庭                 | 張希為         | 張希為                                          |      |
| 嵊縣   | 1    | 邢熙平                 | 袁雄           | 袁雄                                            |      |
| 奉化縣 | 1    | 蔣中正                 |                |                                                 |      |
| 慈谿縣 | 1    | 陳布雷                 |                |                                                 |      |
| 象山縣 | 1    | 徐培根                 |                |                                                 |      |
| 上虞縣 | 1    | 貝再然(退讓)           | 朱念慈、趙益謙 | 朱念慈(民社黨)Δ 趙益謙(民國62年12月19日)        |      |
| 新昌縣 | 1    | 梁輔丞                 | 何緝生         | 何緝生                                          |      |

#### 第三行政督察區(12縣)
| 選區   | 名額 | 當選名單     | 候補名單       | 遞補人及遞補時間         | 備註                                          |
| ------ | ---- | ------------ | -------------- | ------------------------ | --------------------------------------------- |
| 金華縣 | 1    | 方豪         |                |                          |                                               |
| 衢縣   | 1    | 戴銘禮       |                |                          |                                               |
| 東陽縣 | 1    | 馬文車       | 陳希豪、張氣浩 | 張氣浩(民國42年10月27日) | 選舉結果，馬文車得108637票，陳希豪得93360票。 |
| 蘭谿縣 | 1    | 徐永原       | 吳志道         | 吳志道(民國43年7月23日)  |                                               |
| 永康縣 | 1    | 應徵         |                |                          |                                               |
| 江山縣 | 1    | 何芝園       |                |                          |                                               |
| 義烏縣 | 1    | 朱榮桂(退讓) | 季敬勳、黃造雄 | 季敬勳(青年黨)Δ 黃造雄   | 中華民國選舉史作朱𣑖榮                        |
| 浦江縣 | 1    | 張咸宜       | 方青儒         | 方青儒                   |                                               |
| 龍游縣 | 1    | 余紹宋       | 翁福清         | 翁福清(民國41年7月29日)  |                                               |
| 湯溪縣 | 1    | 章如銓       |                |                          |                                               |
| 武義縣 | 1    | 蔣卓南       |                |                          |                                               |
| 磐安縣 | 1    | 陳蔚華       |                |                          |                                               |

#### 第四行政督察區(10縣)
| 選區   | 名額 | 當選名單 | 候補名單 | 遞補人及遞補時間        | 備註 |
| ------ | ---- | -------- | -------- | ----------------------- | ---- |
| 淳安縣 | 1    | 徐蔭檉   | 王廷拔   | 王廷拔(民國43年4月16日) |      |
| 常山縣 | 1    | 徐暉華   | 揭錦標   | 揭錦標                  |      |
| 遂安縣 | 1    | 王兆槐   |          |                         |      |
| 開化縣 | 1    | 張嘉禾   |          |                         |      |
| 壽昌縣 | 1    | 楊傑     |          |                         |      |
| 建德縣 | 1    | 徐梓林   | 施建康   | 施建康(民國71年4月19日) |      |
| 桐廬縣 | 1    | 沈德亨   |          |                         |      |
| 分水縣 | 1    | 俞嘉庸   |          |                         |      |
| 新登縣 | 1    | 王慕曾   | 葉青     | 葉青                    |      |
| 富陽縣 | 1    | 李園     |          |                         |      |

#### 第五行政督察區(12縣)
| 選區   | 名額 | 當選名單 | 候補名單 | 遞補人及遞補時間        | 備註 |
| ------ | ---- | -------- | -------- | ----------------------- | ---- |
| 樂清縣 | 1    | 林彬     |          |                         |      |
| 黃巖縣 | 1    | 洪陸東   |          |                         |      |
| 寧海縣 | 1    | 李士珍   |          |                         |      |
| 溫嶺縣 | 1    | 張心柏   |          |                         |      |
| 仙居縣 | 1    | 王雲沛   |          |                         |      |
| 三門縣 | 1    | 劉膺古   | 葉達三   | 葉達三(民國55年9月14日) |      |
| 天台縣 | 1    | 金瑞林   |          |                         |      |
| 永嘉縣 | 1    | 戴福權   | 陳素農   | 陳素農(民國57年9月23日) |      |
| 平陽縣 | 1    | 林競     | 殷作楨   | 殷作楨(民國52年2月13日) |      |
| 瑞安縣 | 1    | 池滮     | 林尹     | 林尹(民國54年6月30日)   |      |
| 臨海縣 | 1    | 馮德培   | 周友端   | 周友端                  |      |
| 玉環縣 | 1    | 毛光熙   |          |                         |      |

#### 第六行政督察區(12縣)
| 選區   | 名額 | 當選名單 | 候補名單 | 遞補人及遞補時間      | 備註 |
| ------ | ---- | -------- | -------- | --------------------- | ---- |
| 麗水縣 | 1    | 傅肇仁   | 譚雄     | 譚雄(民國39年4月17日) |      |
| 青田縣 | 1    | 鄭炳庚   |          |                       |      |
| 龍泉縣 | 1    | 郭驥     |          |                       |      |
| 縉雲縣 | 1    | 施北衡   |          |                       |      |
| 景寧縣 | 1    | 吳正     |          |                       |      |
| 慶元縣 | 1    | 吳錫澤   |          |                       |      |
| 松陽縣 | 1    | 何聯奎   | 劉耀     | 劉耀(民國66年5月6日)  |      |
| 雲和縣 | 1    | 葉光     |          |                       |      |
| 宣平縣 | 1    | 陳佑華   |          |                       |      |
| 遂昌縣 | 1    | 葉萼     |          |                       |      |
| 文成縣 | 1    | 姚琮     | 陳昂     | 陳昂                  |      |
| 泰順縣 | 1    | 翁檉     |          |                       |      |